# Мірна Лой
Мірна Адель Вільямс (англ. Myrna Adele Williams), 2 серпня 1905 — 14 вересня 1993), відома як Мірна Лой (англ. Myrna Loy) — американська акторка і танцюристка 1930-х років, пізніше громадська діячка.

## Біографія
Народилася 2 серпня 1905 року в маленькому місті Радерсбург, штат Монтана, США, в родині ранчеро Девіда Франкліна Вільямса, родом з Уельсу, і його дружини Делли Мае. Мати Мірни здобула освіту в Американській музичної консерваторії в Чикаго і добре грала на піаніно. Батько у віці 23 років захопився політикою, був одним з наймолодших членів законодавчої ради штату Монтана.
Дитинство Мірни пройшло на ранчо батька, далі її сім'я переїхала в місто Хелена неподалік, де Мірна у віці 12 років дебютувала на сцені театру, виконавши танець у постановці «Синій птах». Після смерті батька в листопаді 1918 року Мірна з матір'ю і братом Девідом перебралися в Лос-Анджелес. До п'ятнадцяти років Мірна почала з'являтися в невеликих ролях в місцевих театральних постановках.

## Початок кар'єри
У 1923 році Мірна закінчила школу і приступила до роботи танцюристки в кінотеатрі Egyptian Movie House — в епоху німого кіно перед початком сеансу танцюристи нерідко розігрували сцену з майбутнього фільму. Там на неї звернула увагу Наташа Рамбова, друга дружина Рудольфа Валентіно. У 1925 році вона організувала для Мірни кінопроби, які та провалила, але в тому ж році за протекцією Рамбової дебютувала на кіноекрані в німому фільмі «Чого варта краса?», виконавши там епізодичну роль вампірки.
Потім кіностудія «Warner Bros.» запропонувала акторці, яка на той час взяла псевдонім, контракт терміном на 7 років з гонораром в 75 доларів на тиждень. У 1926 році Мірна Лой виконала свою першу помітну роль в пригодницькому фільмі «За Тихим океаном» і протягом наступних 8 років активно знімалася, з'явившись у 80 фільмах. В основному Лой отримувала ролі фатальних, східних або екзотичних жінок, і довгий час вона не могла вийти за рамки цього амплуа.
Біржовий крах 1929 привів до кризи не тільки в економіці, але і в кіноіндустрії, тому Warner Bros. анулювала контракт Лой. Вона почала співпрацювати з кількома кінокомпаніями як позаштатна акторка, і в 1931 році зіграла свою першу комедійну роль у фільмі Рубена Мамуляна «Люби мене сьогодні ввечері».

## Визнання

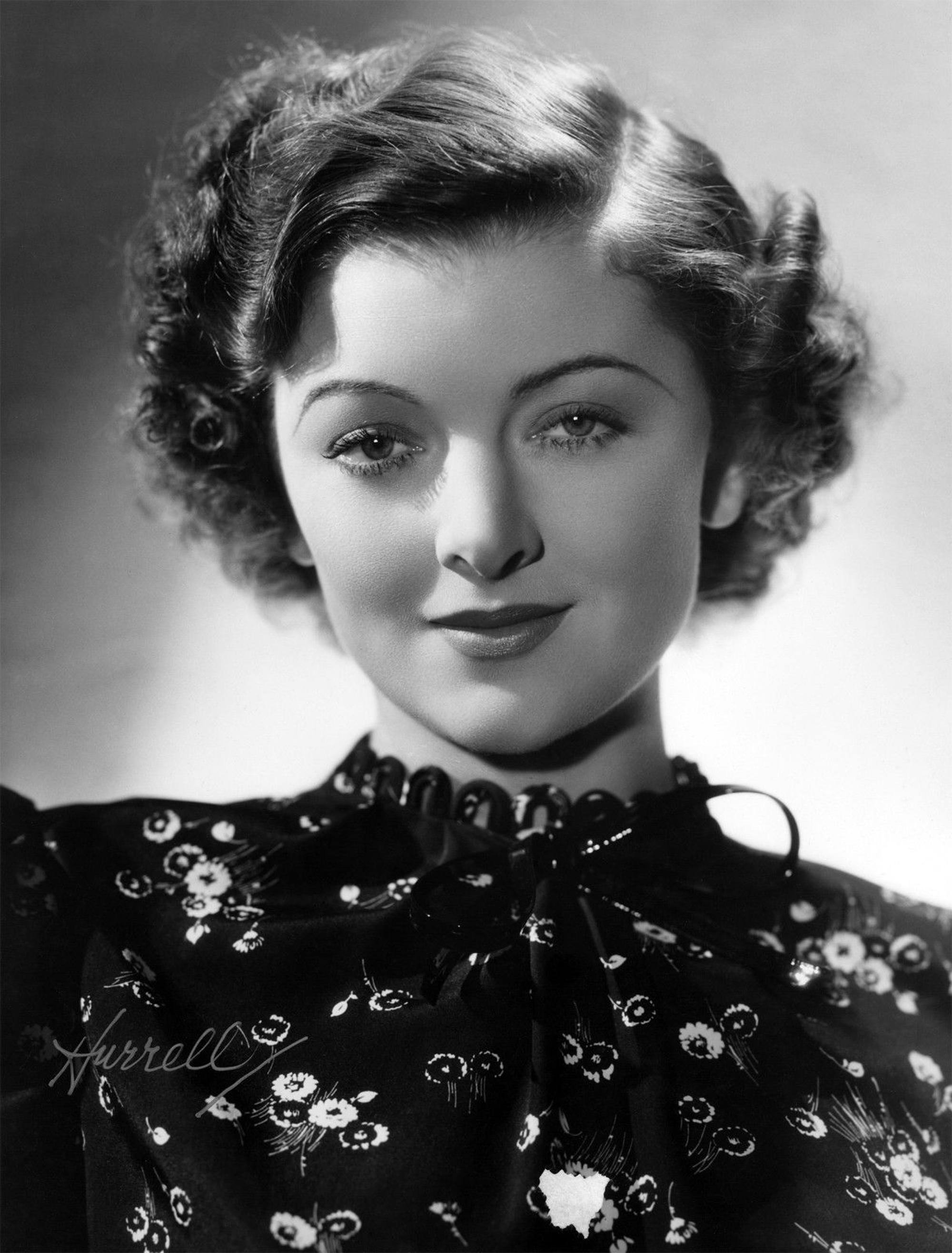
Фото 1930-х років

Перша значна популярність прийшла до акторки в 1934 році після двох важливих в її кар'єрі картин: фільму «Мангеттенська мелодрама» з Кларком Гейблом і Вільямом Пауеллом — історії про двох друзів дитинства, які, подорослішавши, опинилися по різні боки закону і стали суперниками в боротьбі за любов героїні Лой, — і детективної комедії «Тонка людина» за романом Дашіелла Гаммета, де її партнером знову був Пауелл. Роль Нори Чарльз, дружини колишнього детектива Ніка Чарльза, стала поворотною в кар'єрі акторки — глядачі із захопленням прийняли цей дотепний і легкий фільм і полюбили його головних героїв.
Лой і Пауелл склали один з найвиразніших кінодуетів тих років, з'явившись разом в 14 картинах, в тому числі в 5 фільмах-продовженнях «Тонкої людини» — «За тонкою людиною» (1936), «Інша тонка людина» (1939), «Тінь тонкої людини» (1941), «Тонка людина їде додому» (1945) і «Пісня тонкої людини» (1947). Крім того, завдяки ролі ідеальної дружини Нори акторка знайшла нове амплуа, в якому протрималася до кінця своєї кар'єри.
На той час вона почала зустрічатися з продюсером Артуром Горнблоу, але деякий час пара не могла оформити стосунки, оскільки Горнблоу був одружений. Поки він займався розлученням, у Лой стався конфлікт з MGM — вона і керівники кіностудії не зійшлися в думці щодо суми її гонорарів. Щоб утримати популярну акторку, Луї Маєр в результаті був змушений виплатити їй премію в розмірі 25 тисяч доларів. У 1936 році Горнблоу нарешті розлучився, і 27 червня пара одружилася в Мехіко.
У тому ж році на екрани вийшли ще дві вдалі картини з Лой — комедійна мелодрама «Дружина проти секретарки» і музична романтична комедія «Великий Зігфільд», в яких її партнерами стали відповідно Кларк Гейбл і Вільям Пауелл. У 1937 році перед прем'єрою драми «Парнелл», де Лой знову знялася з Гейблом, в 53 американських газетах було проведено опитування громадської думки, за результатами якого Кларк Гейбл і Мірна Лой були визнані Королем та Королевою Голлівуду.
У 1939 році з акторкою стався нещасний випадок — на зйомках пригодницької мелодрами «Сезон дощів» вона зірвалася з коня і ледь не загинула.

## Війна
Влітку 1939 року Лой з чоловіуом поїхали на 3 тижні в Європу, де стали свідками насування фашистської загрози. Після початку Другої світової війни акторка стала однією з активісток руху зі збору коштів на військові потреби і в допомогу Червоному хресту. Приблизно в той же час її стосунки з деспотичним у побуті Горнблоу зіпсувалися, і в березні 1942 року вона розлучилася. Через п'ять днів після розлучення Лой вступила в шлюб зі старим знайомим, рекламним магнатом Джоном Герцом. У воєнний час вона перестала зніматися, повністю присвятивши себе громадській діяльності і новому шлюбу. Проте шлюб виявився недовговічним, і в серпні 1944 року з ініціативи Лой подружжя розлучилося, а після перемоги вона повернулася в Голлівуд.

## Вибрана фільмографія
- 1926 — Витончений грішник / Exquisite Sinner
- 1931 — Трансатлантичний корабель / Transatlantic
- 1932 — Емма / Emma
- 1933 — Боксер та леді
- 1934 — Тонка людина
- 1946 — Найкращі роки нашого життя